# 山王民五郎
山王民五郎（さんのうたみごろう、生没年不詳）は、江戸時代後期の侠客。
上野国の人物で、国定忠治の義子。凶暴な性格だったが、武勇絶倫なことから忠治に重用されたという。